# Coupe de France de futsal 2005-2006
Navigation
2004-2005 2006-2007
La Coupe nationale de futsal 2005-2006 est la douzième édition de la Coupe de France de futsal. La phase finale se déroule le samedi 15 avril et dimanche 16 avril 2006 à l’Elispace de Beauvais.
La finale oppose les deux même clubs que l'année précédente pour un même vainqueur le Roubaix Futsal, qui remporte la compétition pour la quatrième fois, la seconde consécutive sous ce nom.

## Phase finale
Le samedi 15 avril et dimanche 16 avril 2006, la Ligue de Picardie accueille, à l’Elispace de Beauvais et avec l'aide de la Ligue du football amateur, la phase finale de la Coupe nationale de futsal. Les huit meilleures équipes de l’Hexagone s'affrontent durant deux jours.

### Phase de groupes

#### Participants
Les huit clubs sont issus de quatre Ligues régionales (Alsace, Nord Pas-de-Calais, Paris Île-de-France, Rhône-Alpes) et ne sont pas placés dans le même groupe que leur voisin.
| Ligues régionales   | Groupe A             | Groupe B               |
| ------------------- | -------------------- | ---------------------- |
| Alsace              | MJC Pfastatt         | CS Mars Bischheim      |
| Nord Pas-de-Calais  | Roubaix Futsal T     | Beuvrages Futsal       |
| Paris Île-de-France | Issy Futsal          | Kremlin-Bicêtre United |
| Rhône-Alpes         | Étoile Moulin à Vent | ASF Andrézieux         |

### Finale
Roubaix, tenant du titre, défend son bien face à Issy, également finaliste l’année précédente, dans une rencontre à suspens (victoire 6-5).
| Entraîneur :        |
| Nordine Benamrouche |

| Entraîneur :     |
| Henrique Marques |

| Entraîneur :        |
| Nordine Benamrouche |

| Entraîneur :     |
| Henrique Marques |